# Symmetrisch verschil

Venndiagram van het symmetrische verschil (rood) van twee verzamelingen

In de verzamelingenleer is het symmetrische verschil van twee verzamelingen de verzameling die de elementen bevat die tot een van de twee verzamelingen behoren, maar niet tot beide. Het symmetrische verschil van {\displaystyle A} en {\displaystyle B} wordt genoteerd als {\displaystyle A\Delta B}. Het symmetrische verschil komt overeen met het "uitsluitende of" ("exclusieve disjunctie"), dat wil zeggen met de operator XOR.

## Definitie
Het symmetrische verschil {\displaystyle A\Delta B} van de verzamelingen {\displaystyle A} en {\displaystyle B} is de verzameling gedefinieerd door:
{\displaystyle A\Delta B=\{x\in A\cup B\mid x\not \in A\cap B\}}
Het symmetrische verschil kan ook geschreven worden als:
{\displaystyle A\Delta B=(A\cup B)\setminus (A\cap B)}
{\displaystyle A\Delta B=(A\setminus B)\cup (B\setminus A)}
{\displaystyle A\Delta B=(A\cap B^{c})\cup (B\cap A^{c})}

## Eigenschappen
Commutativiteit:
{\displaystyle A\Delta B=B\Delta A}
Associativiteit
{\displaystyle (A\Delta B)\Delta C=A\Delta (B\Delta C)}
De lege verzameling is neutraal element
{\displaystyle A\Delta \varnothing =A}
Elke verzameling is z'n eigen tegengestelde:
{\displaystyle A\Delta A=\varnothing }
Samen betekenen deze eigenschappen dat de deelverzamelingen van een gegeven verzameling een abelse groep vormen met het symmetrische verschil als groepsbewerking. En omdat elk element z'n eigen tegengestelde is, vormen de deelverzamelingen een vectorruimte over het eindige lichaam {\displaystyle \mathbb {Z} _{2}} met twee elementen.
Doorsnede is distributief:
{\displaystyle A\cap (B\Delta C)=(A\cap B)\Delta (A\cap C),}
zodat de deelverzamelingen zelfs een ring vormen met het symmetrische verschil als optelling en doorsnede als vermenigvuldiging. 

## Generalisatie
In een booleaanse algebra is op analoge wijze als voor verzamelingen het symmetrische verschil van twee elementen gedefinieerd als de exclusieve disjunctie (xor):
{\displaystyle a{\underline {\lor }}b=(a\lor b)\land \lnot (a\land b)=(a\land \lnot b)\lor (b\land \lnot a)}